# Vjačeslav Molotov
Vjačeslav Mihajlovič Molotov (rus. Вячесла́в Миха́йлович Мо́лотов) ili Vjačeslav Mihajlovič Skrjabin (rus. Вячесла́в Миха́йлович Скря́бин) (Sovjetsk, 9. ožujka 1890. – Moskva, 8. studenog 1986.) je bio sovjetski diplomat i političar, veliki zagovornik Staljinove vlasti, sve dok ga Hruščov nije smijenio sa svih položaja 1956. i 1957. godine. Stavio je svoj potpis na Nacističko-sovjetski pakt o nenapadanju (pakt Ribbentrop-Molotov) iz 1939. godine.

## Poveznice
- Molotovljev koktel

| Prethodnik:    | Premijer Sovjetskog Saveza 1930. – 1941. | Nasljednik:   |
| Aleksej Rijkov | Premijer Sovjetskog Saveza 1930. – 1941. | Josif Staljin |